# Kardiotoksičnost
Kardiotoksičnost je pojava srčane elektrofiziološke disfunkcije ili/i mišićnog oštećenja. Srce postaje oslabljeno i ne može dovoljno efikasno da održava krvnu cirkulaciju. Kardiotoksičnost može da bude uzrokovanay hemoterapijom, komplikacijama uzrokovanim aneureksijom nervozom, nepoželjnim dejstvom unosa teških metala, ili neadekvatnim doziranjem lekova.

## Spoljašnje veze
- Архивирано на веб-сајту  (20. децембар 2012)